# Архиепархия Кап-Аитьена
Архиепархия Кап-Аитьена (лат. Archidioecesis Capitis Haitiani) — архиепархия Римско-Католической церкви с центром в городе Кап-Аитьен, Гаити. В митрополию Кап-Аитьена входят епархии Гонаива, Пор-де-Пе, Фор-Либерте, Энша. Кафедральным собором архиепархии Кап-Аитьена является церковь Успения Пресвятой Девы Марии в городе Кап-Аитьен.

## История
3 октября 1861 года Римский папа Пий IX издал буллу «Vel a primis», которой учредил епархию Кап-Аитьена, выделив её из архиепархии Санто-Доминго. В этот же день епархия Кап-Аитьена вошла в митрополию Санто-Доминго.
20 апреля 1972 года епархия Кап-Аитьна передала часть своей территории для образования новой епархии Энша.
7 апреля 1988 года Римский папа Иоанн Павел II издал буллу «Qui pro Nostro», которой возвёл епархию Кап-Аитьена в ранг архиепархии.
31 января 1991 года архиепархия Кап-Аитьена передала часть своей территории для образования новой епархии Фор-Либерте.

## Ординарии архиепархии
- - Martial-Guillaume-Marie Testard du Cosquer (1861 — 27.07.1869), апостольский администратор;
  - Alexis-Jean-Marie Guilloux (Guillons) (27.06.1870 — 22.12.1873), апостольский администратор;
- епископ Constant-Mathurin Hillion (22.12.1873 — 10.06.1886), назначен архиепископом Порт-о-Пренса;
- епископ François-Marie Kersuzan (13.08.1886 — 4.02.1929);
- епископ Jean-Marie Jan (4.02.1929 — 27.06.1953);
- архиепископ Albert François Cousineau, C.S.C.[1] (29.06.1953 — † 14.08.1974), архиепископ ad personam;
- архиепископ François Gayot, S.M.M. (22.11.1974 — 5.11.2003);
- архиепископ Hubert Constant, O.M.I. (5.11.2003 — 1.03.2008);
- архиепископ Louis Kébreau, S.D.B. (1.03.2008 — 15.11.2014);
- архиепископ Max Leroy Mésidor (15.11.2014 — 7.10.2017 — назначен архиепископом Порт-о-Пренса);
- архиепископ Launay Saturné (16.07.2018 — по настоящее время).